# Soplado en caliente

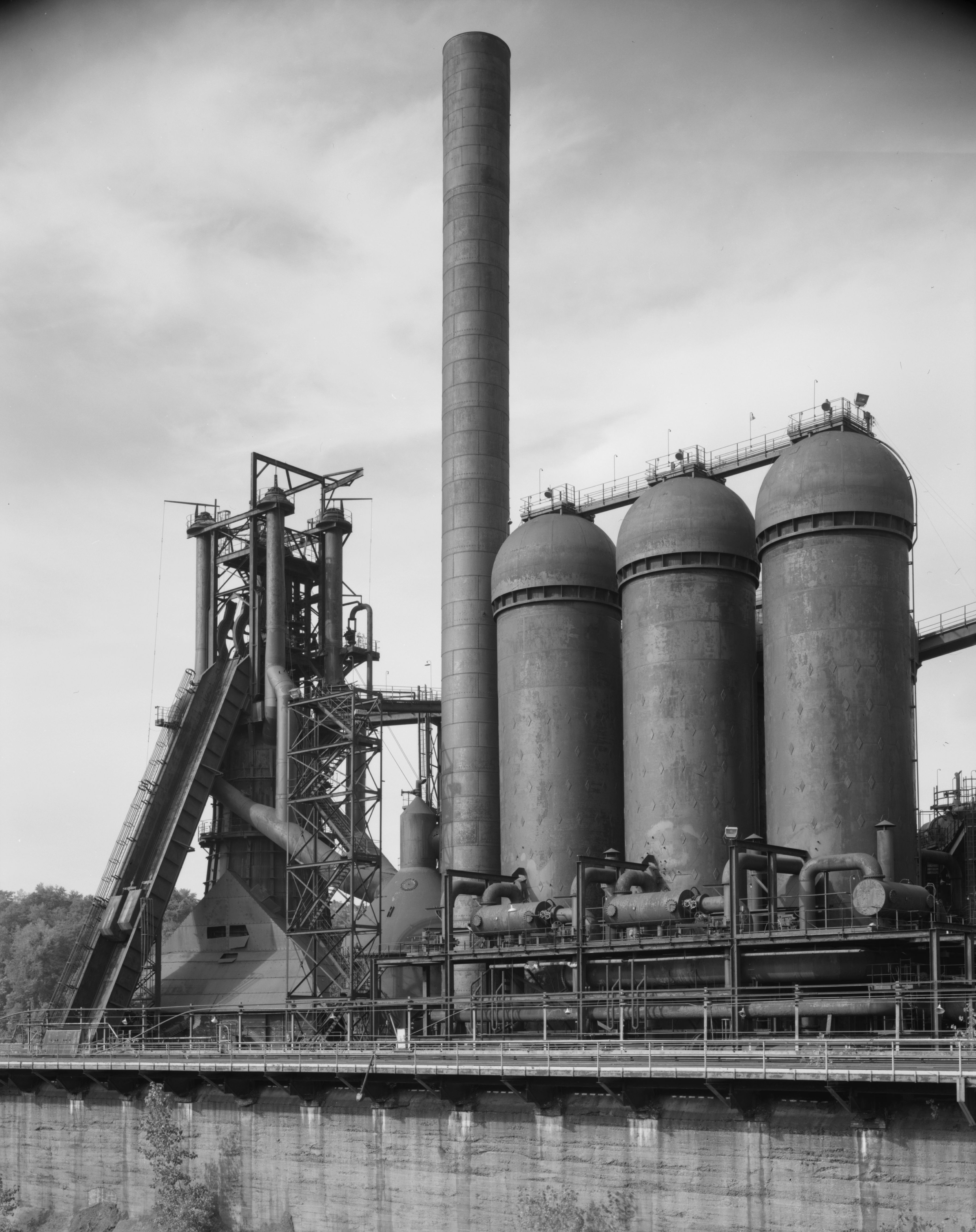
Alto horno (izquierda) y tres estufas Cowper (derecha) utilizadas para precalentar el aire que entra en el horno

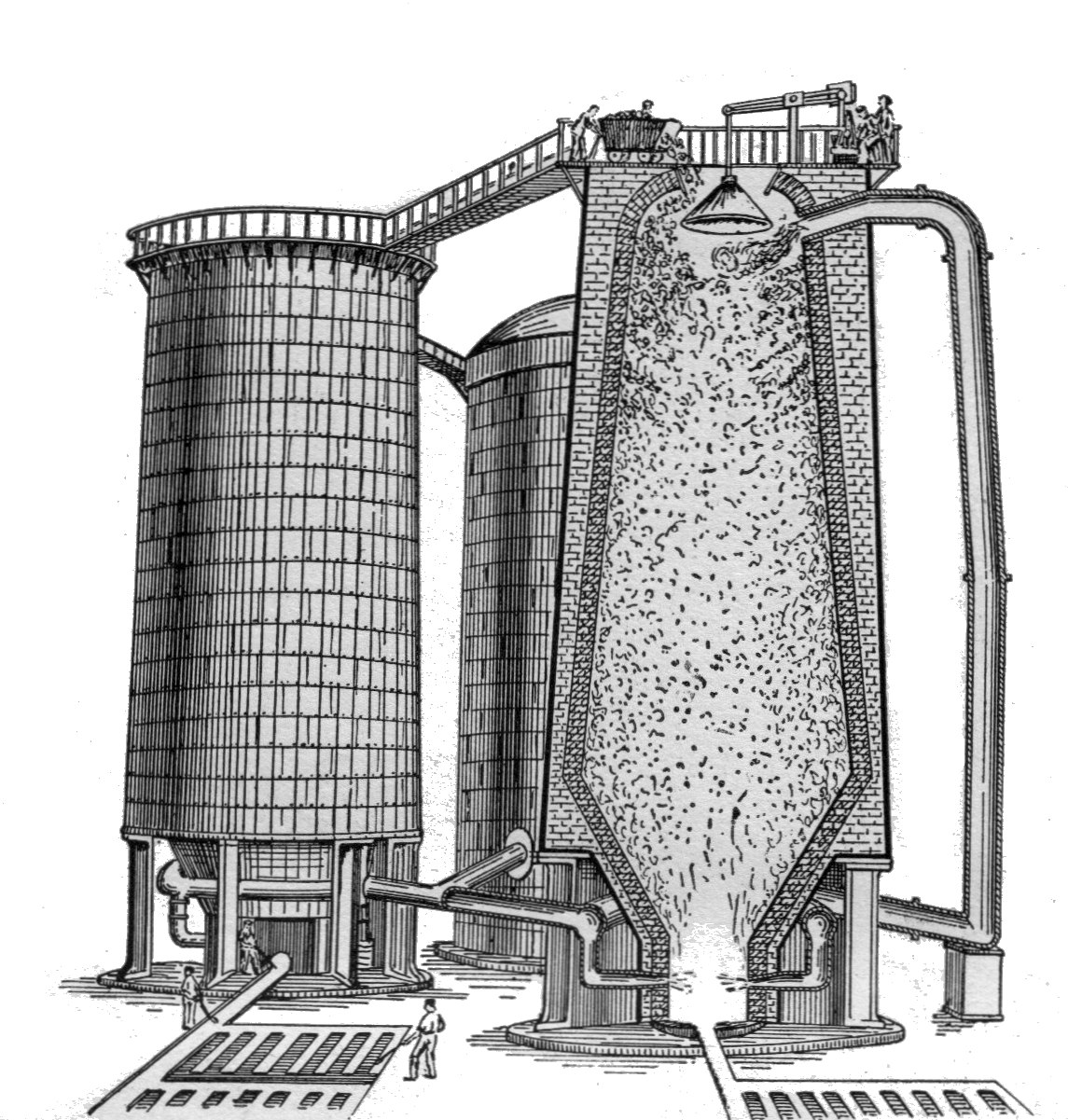
Alto horno con soplado de aire caliente: obsérvese el flujo de aire desde la estufa hacia el fondo de los dos altos hornos, y el aire caliente del horno en primer plano que se extrae para calentar la estufa

El soplado en caliente se refiere al proceso de precalentar el aire insuflado en un alto horno o en cualquier otro proceso metalúrgico. Como permite reducir considerablemente el combustible consumido, fue una de las tecnologías más importantes desarrolladas durante la Revolución Industrial.
También permitió obtener temperaturas más altas en los hornos, lo que aumentó su capacidad.

Cuando se desarrolló por primera vez, funcionaba almacenando alternativamente el calor de los gases de combustión del horno en una edificación revestida de ladrillo refractario con múltiples cámaras, y luego soplando el aire que iba a ser insuflado en la zona de combustión a través de la cámara caliente. Este dispositivo pasó a ser conocido como intercambiador de calor regenerativo. El soplado de aire caliente fue inventado y patentado para los hornos de fundición de hierro por James Beaumont Neilson 1828 en Escocia, aunque también se aplicó en otras instalaciones, como los hornos bajos. Más adelante se perfeccionó el sistema, quemándose también el monóxido de carbono procedente del gas de combustión para obtener calor adicional.

## Historia

### Invención y difusión
James Beaumont Neilson, que había trabajado de capataz en la fábrica de gas de Glasgow, inventó el sistema de precalentamiento del aire soplado en un horno. Descubrió que al aumentar la temperatura del aire entrante a 300 grados Fahrenheit (149 °C), podía reducir el consumo de combustible de 8,06 a 5,16 toneladas de carbón por tonelada de hierro producido con reducciones todavía mayores a temperaturas aún más altas. Junto con sus socios, entre los que figuraba Charles Macintosh, patentó su sistema en 1828. Inicialmente, la cámara de calentamiento estaba hecha con placas de hierro forjado, pero al observar que se oxidaban rápidamente, se sustituyeron por elementos de fundición de hierro.
Sobre la base de una patente de enero de 1828, Thomas Botfield reclamó la autoría del método de soplado de aire caliente, aunque la atribución recayó finalmente en Neilson porque ganó el litigio de patentes entre ambos. Neilson y sus socios debieron recurrir frecuentemente a los tribunales para hacer valer sus derechos de patente frente a los infractores. La difusión de esta tecnología en Gran Bretaña fue relativamente lenta. En 1840, 58 maestros del hierro habían obtenido licencias, lo que generaba unos ingresos por regalías de 30.000 libras esterlinas al año. Cuando expiró la patente, contaban con 80 licencias. En 1843, justo después de su vencimiento, tan solo 42 de los 80 hornos existentes en el sur de Staffordshire usaban aire caliente, y su implantación en el sur de Gales fue aún más lenta.
Otras ventajas del chorro caliente eran que se podía usar carbón sin procesar en lugar de coque. En Escocia, hizo que la relativamente pobre "banda negra" de mineral de hierro pudiera fundirse de manera rentable. También aumentó la producción diaria de los hornos. En el caso de Calder, la ferrería pasó de 5,6 toneladas por día en 1828 a 8,2 en 1833, lo que convirtió a Escocia en la región productora de acero de menor costo en Gran Bretaña en la década de 1830.
Los primeros sistemas de soplado de aire caliente eran problemáticos, ya que la expansión y contracción térmicas podían provocar la rotura de las tuberías. Esto se remedió en parte apoyando las tuberías sobre rodillos. También fue necesario idear nuevos métodos para conectar los tubos de soplado a las toberas, porque ya no se podían usar mangas flexibles de cuero debido a las altas temperaturas del aire.
En última instancia, este principio se aplicó de manera aún más eficiente en los intercambiadores de calor regenerativos, como el calentador Cowper (que precalienta el aire de entrada con el calor residual de los gases de combustión; un sistema que se sigue utilizando en los altos hornos modernos), y en el horno de solera empleado en el proceso Martín-Siemens.
Independientemente, George Crane y David Thomas, de Yniscedwyn Works en Gales, concibieron la misma idea, y Crane solicitó una patente británica en 1836. Comenzaron a producir hierro mediante el nuevo proceso el 5 de febrero de 1837. Posteriormente, Crane compró la patente de Gessenhainer y las patentes de las adiciones al mismo, controlando el uso del proceso tanto en Gran Bretaña como en los Estados Unidos. Mientras Crane permaneció en Gales, Thomas se mudó a los EE. UU. en nombre de la Lehigh Coal & Navigation Company y fundó la Lehigh Crane Iron Company para utilizar el proceso.

### Antracita en la fabricación de hierro
El soplado de aire caliente permitió el uso de antracita en la fundición de hierro. También permitió el uso de carbón de menor calidad, porque menos combustible significaba proporcionalmente menos azufre y cenizas.
En el momento en que se inventó el proceso, el carbón adecuado para transformarse en coque solo estaba disponible en cantidades suficientes en Gran Bretaña y Alemania occidental, por lo que los hornos de hierro en los EE. UU. usaban carbón vegetal. Esto significaba que cualquier horno de hierro requería grandes extensiones de tierra boscosa para la producción de carbón vegetal y, por lo general, se cerraba cuando se talaban los bosques cercanos. Los intentos de usar antracita como combustible terminaron en fracaso, ya que no alcanzaba la ignición en condiciones de soplado en frío. Pero en 1831, el Dr. Frederick W. Gessenhainer solicitó una patente estadounidense sobre el uso del soplado con aire caliente y antracita para fundir hierro. Produjo una pequeña cantidad de hierro de antracita con este método en Valley Furnace, cerca de Pottsville (Pensilvania) en 1836, pero debido a averías y a su enfermedad y muerte en 1838, no pudo desarrollar el proceso a gran escala.
La antracita fue desplazada por el coque en los EE. UU. después de la Guerra Civil, debido a que era un material más poroso y capaz de soportar cargas más pesadas en los hornos mucho más grandes de finales del siglo XIX.: 90 : 139 